# نشانگان مرف
نشانگان مِرف یا سندرم مِرف (انگلیسی: MERRF syndrome) که با عنوان «صرع میوکلونیک با فیبرهای قرمز ناصاف» هم شناخته می‌شود، یک بیماری میتوکندریایی بسیار نادر است که شیوع آن در اروپای شمالی حدود ۱/۴۰۰٬۰۰۰ است و به سبب هتروپلاسمی، بیان ژنی متغیری دارد.

## علائم بالینی
- صرع پیشروندهٔ میوکلونیک
- «فیبرهای قرمز ناصاف» که در واقع میتوکندری‌های معیوبی هستند که در زیرِ سارکولم فیبرهای ماهیچه‌ای تجمع می‌یابند و با رنگ‌آمیزی «گوموری تریکروم»، به رنگ قرمز در می‌آیند.
- کوتاهی قد
- ناشنوایی
- اسیدوز لاکتیک
- عدم توانایی در انجام فعالیت‌های بدنی
- ضعف در دیدِ شب

## علت ژنتیکی
این بیماری در ۸۰٪ موارد، به دلیل جهش نقطه‌ای در جایگاه ۸۳۴۴ دی‌ان‌ای میتوکندریایی است که همیشه از مادر به ارث می‌رسد. این جهش موجبِ گسیختگی ژنِ سازندهٔ tRNA-Lys شده و ساختِ پروتئین‌های ضروری جهتِ فسفریلاسیون اکسیداتیو را مختل می‌کند.
برخی از ژن‌های درگیر در این بیماری عبارتند از:
- «MT-TK»[۳]
- «MT-TL1»
- «MT-TH»[۴]
- «MT-TS1»[۵]
- «MT-TS2»
- «MT-TF»[۶]

## درمان
همچون بسیاری از بیماری‌های میتوکندریایی، سندرم مِرف، علاج قطعی ندارد و درمان‌های آن برای بهبودی علائم بیمار است. دوزهای زیادِ کوآنزیم کیو ۱۰ و ال‌کارنیتین را برای بهبودِ عملکرد میتوکندری به کار برده‌اند، اما نتایج آن چندان رضایت بخش نبوده است.